# Distrikt Kirehe
Der Distrikt Kirehe (Kinyarwanda Akarere ka Kirehe) ist einer von sieben Distrikten in der Ostprovinz von Ruanda.

## Geographie

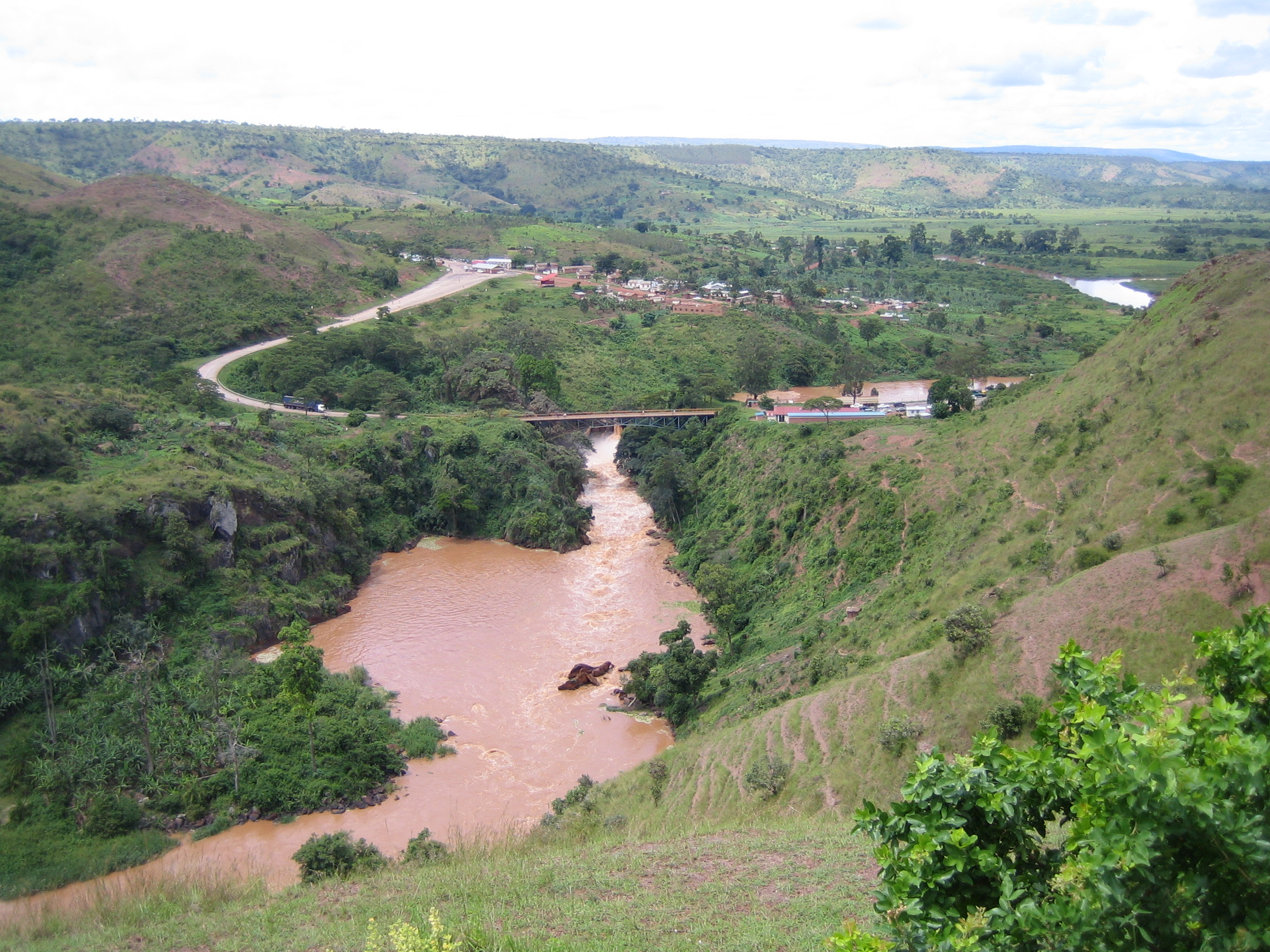
Der Grenzübergang bei den Rusumo Falls. Tansania befindet sich links, Ruanda rechts.

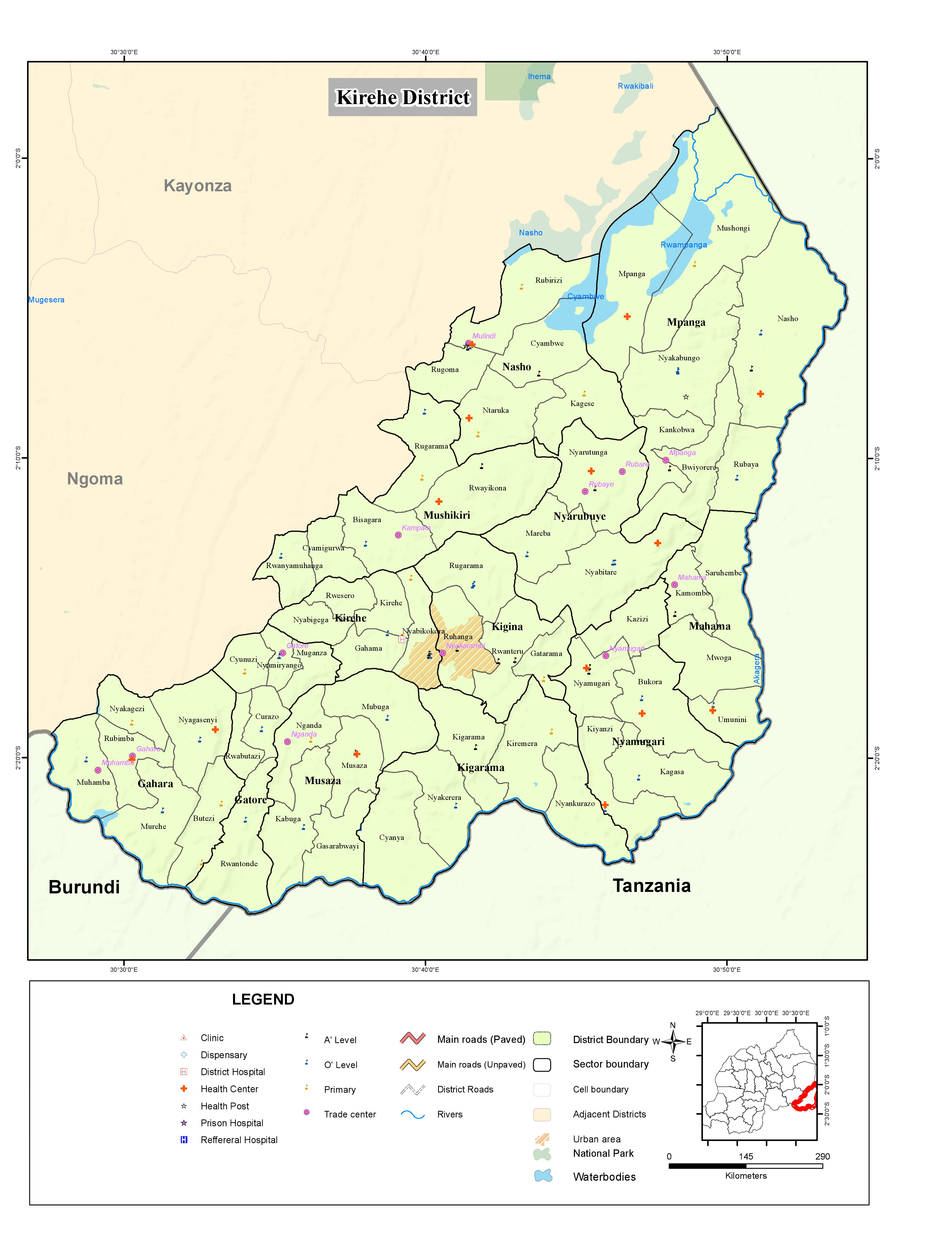
Karte des Distrikts

Kirehe liegt im Südosten der Ostprovinz und grenzt im Nordosten bis Südosten an Tansania sowie im Südwesten an Burundi. Angrenzende Distrikte in Ruanda sind im Norden Kayonza und im Nordwesten Ngoma. Kirehe hat eine Fläche von 1118,5 km² und ist in 12 Sektoren (imirenge), 60 Zellen und 612 Dörfer unterteilt. Die Sektoren sind Gahara, Gatore, Kigarama, Kigina, Kirehe, Mahama, Mpanga, Musaza, Mushikiri, Nasho, Nyamugari und Nyarubuye.
Die Grenze mit Tansania bildet der Fluss Akagera. An diesem liegen auch die Rusumo Falls. Dort wird in einem gemeinsamen Projekt mit Tansania und Burundi seit 2017 ein Wasserkraftwerk mit einer Leistung von 80 MW gebaut, die zu gleichen Teilen auf alle drei Staaten verteilt werden soll. Im Norden des Distrikts liegen der Mpanga- und Cyambwe-See sowie angrenzend der Akagera-Nationalpark.

## Politik
Regierungschef ist seit dem 22. November 2021 Bruno Rangira.

## Bevölkerung
Stand 2022 betrug die Einwohnerzahl 460.860. Der Bevölkerungstrend ist zunehmend.
|          |           | Zellen                                                           | Fläche [km²] | 2002    | 2012    | 2022    |
| -------- | --------- | ---------------------------------------------------------------- | ------------ | ------- | ------- | ------- |
| Distrikt | Kirehe    | 60                                                               | 1.176        | 229.468 | 340.368 | 460.680 |
| Sektor   | Gahara    | Butezi, Muhamba, Murehe, Nyagasenyi, Rubimba                     | 106,3        |         | 39.484  | 44.462  |
| Sektor   | Gatore    | Curazo, Cyunuzu, Muganza, Nyamiryango, Rwabutazi, Rwantonde      | 63,98        |         | 26.923  | 31.687  |
| Sektor   | Kigarama  | Cyanya, Kigarama, Kiremera, Nyakerera, Nyankurazo                | 115,7        |         | 31.149  | 37.136  |
| Sektor   | Kigina    | Gatarama, Ruhanga, Rugarama, Rwanteru                            | 66,88        |         | 26.909  | 34.642  |
| Sektor   | Kirehe    | Gahama, Kirehe, Nyabigega, Nyabikokora, Rwesero                  | 49,12        |         | 23.784  | 29.547  |
| Sektor   | Mahama    | Kamombo, Mwogo, Saruhembe, Umunini                               | 64,75        |         | 23.643  | 81.014  |
| Sektor   | Mpanga    | Bwiyorere, Kankobwa, Mpanga, Mushongi, Nasho, Nyakabungo, Rubaya | 248,6        |         | 31.771  | 40.173  |
| Sektor   | Musaza    | Gasarabwayi, Kabuga, Mubuga, Musaza, Nganda                      | 248,6        |         | 25.444  | 30.095  |
| Sektor   | Mushikiri | Bisagara, Cyamigurwa, Rugarama, Rwanyamuhanga, Rwayikona         | 94,92        |         | 28.031  | 32.841  |
| Sektor   | Nasho     | Cyambwe, Kagese, Ntaruka, Rubirizi, Rugoma                       | 103,1        |         | 26.954  | 33.665  |
| Sektor   | Nyamugari | Bukora, Kagasa, Kazizi, Kiyanzi, Nyamugari                       | 97,94        |         | 36.754  | 42.938  |
| Sektor   | Nyarubuye | Mareba, Nyabitare, Nyarutunga                                    | 85,91        |         | 19.522  | 22.660  |

## Verkehr
Durch den Distrikt verlaufen die Nationalstraßen 4 und 25.